# Маркстрём, Тим
Тим Эрик Маркстрём (швед. Tim Erik Markström; род. 9 октября 1986, Евле) — бывший шведский футболист, выступавший на позиции вратаря. С 2023 года является тренером вратарей «Ефле».

## Клубная карьера
Начинал заниматься футболом в клубе «Сетра». Взрослую карьеру начал в «Умео» в первом дивизионе, откуда затем перешёл в «Сандвикен». В августе 2012 года отправился в Данию, где присоединился к «Фредерисии».
В декабре 2012 года вернулся в Швецию, где присоединился к «Хаммарбю». Летом 2013 года на правах аренды перешёл в «Браге». По окончании аренды вернулся в столичный клуб и продлил с ним контракт на два года. Дебютировал за «Хаммарбю» в чемпионате Швеции 30 мая 2015 года в игре с «Хальмстадом», появившись на поле в стартовом составе.
В июле 2019 года вернулся в «Сандвикен», с которым подписал контракт на три с половиной года. После окончания сезона 2019 года покинул клуб и перешёл в «Ефле». В 2022 году вместе с командой вышел в Суперэттан, а после окончания сезона завершил карьеру футболиста.

## Карьера тренера
С января 2023 года работает тренером вратарей в шведском «Ефле».

## Личная жизнь
Отец Андерс Маркстрём в прошлом также профессиональный футболист, игравший в 1980-х на позиции вратаря за «Хаммарбю». Младший брат Якоб Маркстрём хоккейный вратарь, выступающий в НХЛ, чемпион мира 2013 года в составе сборной Швеции.
После завершения игровой карьеры также работал торговым представителем.